# 47 morto che parla
47 morto che parla é um filme italiano (comédia), de 1950, dirigido por Carlo Ludovico Bragaglia.

## Sinopse
No ano de 1903, na região da Campania, ocorreu uma história envolvendo o avarento barão Antonio Peletti (interpretado por Totò). Após a morte de seu pai, o barão recebeu como herança uma caixa contendo moedas preciosas e joias de alto valor. No testamento de seu falecido pai, estava expressa a vontade de doar metade de seu patrimônio à comunidade, com o objetivo de construir uma escola. No entanto, o barão alega que não pode realizar tal doação, o que leva os administradores municipais a elaborarem um plano astuto. Com o auxílio de uma companhia de teatro, eles fazem o barão acreditar que está morto, utilizando a ameaça de terríveis punições para convencê-lo a revelar o esconderijo do tesouro. No entanto, o barão acaba descobrindo a fraude e decide se vingar de seus concidadãos.

## Elenco
- Totò – O barão Antonio Peletti
- Silvana Pampanini – Madame Bonbon, a cantora
- Adriana Benetti – Rosetta
- Dante Maggio – Dante Cartoni, o parceiro da cantora
- Tina Lattanzi – A esposa do prefeito
- Aldo Bufi Landi – Gastone
- Eduardo Passarelli – O farmacêutico
- Arturo Bragaglia – O prefeito
- Mario Castellani – O coronel Bertrand de Tassiny
- Gildo Bocci – O açougueiro
- Franco Pucci – O médico